# Parlamentswahl in Haiti 1955
Die Parlamentswahl in Haiti 1955 wurde am 9. Januar 1955 durchgeführt.

## Hintergrund
General Paul Magloire war bei der Präsidentschaftswahl 1950 als einziger Kandidat mit dem Mouvement ouvrier des paysans (MOP; Bewegung der Landarbeiter) gewählt worden. Er genoss die Unterstützung der Armee, der katholischen Kirche, der haitianischen Elite und der Botschaft der Vereinigten Staaten.
Nachdem er die Parti Socialiste Populaire (PSP) und seine eigene Bewegung MOP kurz nach seinem Amtsantritt verboten hatte, wollte er durch eine Wahl zu dem aus einer Kammer bestehenden Parlament seine Position absichern und vor allem den populären Daniel Fignolé, der sich Magloires autokratischer Führung widersetzte, aus der Abgeordnetenkammer entfernen.

## Ergebnis
Die Wahlen wurden eigenverantwortlich in den Wahlkreisen durchgeführt. Ergebnisse sind nicht verfügbar.